# Mór (település)

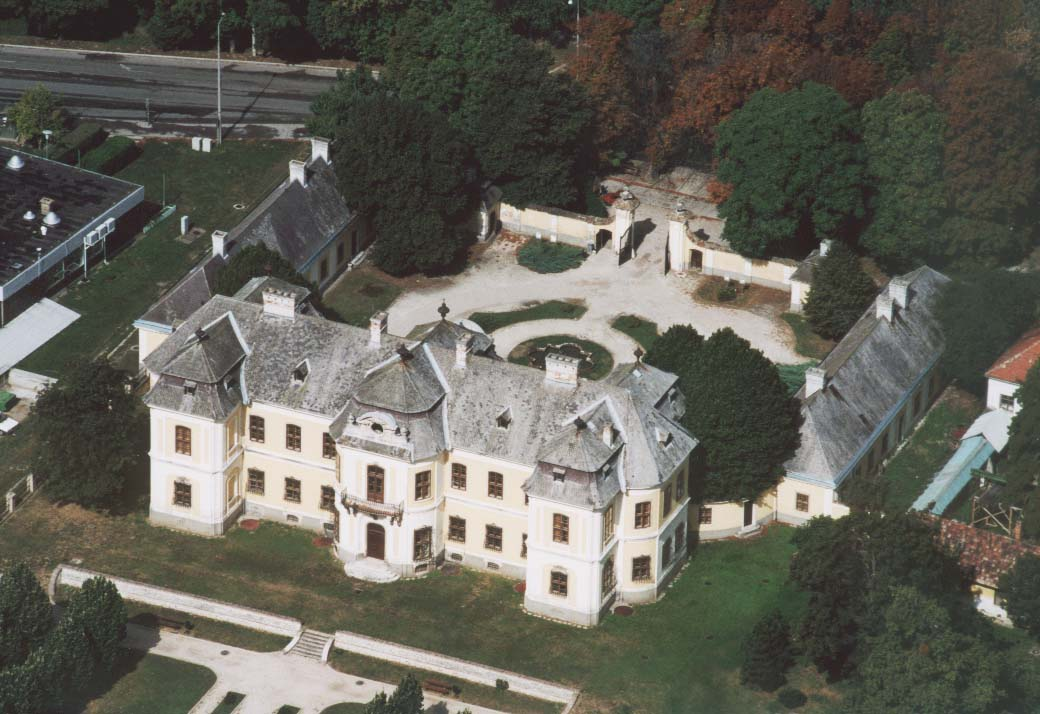
Lamberg-kastély

Mór  (németül: Moor) város Fejér vármegyében, a Móri járás székhelye, a megye harmadik legnépesebb települése Székesfehérvár és Dunaújváros után. Egy ősi bortermelő térség, a Móri borvidék központja.

## Fekvése
Fejér vármegye északnyugati részén, a Vértes és a Bakony hegység között elnyúló völgyben, a Móri-árokban helyezkedik el. A megyeszékhelytől, Székesfehérvártól mintegy 26 kilométerre északnyugatra fekszik, átlagos tengerszint feletti magassága 200 méter környékére tehető. A közel tizenegyezer hektáros kiterjedésű, változatos tájegyüttes főleg dombsági, illetve hegységi felszínekből tevődik össze. Fejlődésének története a Vértes kialakulásához kapcsolódik.
Az évmilliók során lerakódott folyóüledék és lösz által fedett területet sűrűn szabdalják völgyek és süllyedékek. A legnagyobb dombsági magasságok a Szőke-hegyen (283 méter) és a Dobosi-hegyen (269 méter) mérhetők; a Vértes táblás röghegységszerkezetének egyik kiugró pereme, a 479 méteres magasságú Csóka-hegy a térség legmagasabb pontja.

### Megközelítése
Közúton a Székesfehérvárt Győrrel összekötő 81-es főúton érhető el a legegyszerűbben, amely a belvárost elkerülve, a belterület nyugati szélén húzódik, nagyjából észak-déli irányban. A főút felől a belvárosba a 8127-es út vezet be, amely aztán továbbfolytatódik Pusztavám-Kocs irányába; a környék nagyobb városai, Tata, Tatabánya és Oroszlány felől Mór ezen az úton érhető el.
Zirc és a Keleti-Bakony települései felől a 8216-os út vezet Mórra, ahol mintegy 34 kilométer megtétele után ér véget. (A 81-est ez az út csak felüljárón keresztezi, a két útvonalat a 81 811-es és a 82 101-es számú le- és felhajtó ágak kötik össze.)
Vasúton is elérhető a város, a MÁV 5-ös számú Székesfehérvár–Komárom-vasútvonalán; vasútállomása a 81-es főúttól nyugatra esik, közúti megközelítését a 8216-os útból, annak 33. kilométere közelében, északnyugat felé kiágazó 82 304-es út biztosítja.

## Története
1758-ban Mór Mária Teréziának köszönhetően mezővárossá lett. Ő telepítette be a svábokat a török hódoltság miatt elnéptelenedett Mórra.
1848. december 30-án Perczel Mór honvédtábornok és Jellasics horvát bán seregei a város határában vívták a móri ütközetet, amely a magyar csapatok vereségével végződött. A vereség következtében megnyílt az út a császári csapatok számára Pest-Buda elfoglalására.
Mór 1984-ben – akkor 100. magyar városként – városi rangot kapott.
2002. május 9-én ebben a városban, az Erste Bank Dózsa György utca bankfiókjában történt a magyar kriminalisztika eddigi legvéresebb bankrablása, a köznyelvben csak „móri bankrablás” vagy „móri mészárlás” néven elhíresült bűneset, ami 8 halálos áldozatot követelt, közülük az egyik áldozat az akkori polgármester, Schmidt Ferenc felesége volt. 

## Közélete

### Polgármesterei
- 1990–1994: Schmidt Ferenc (nem ismert)[8]
- 1994–1998: Schmidt Ferenc (MSZP-MNSZ)[9]
- 1998–2002: Schmidt Ferenc (független)[10]
- 2002–2006: Schmidt Ferenc (MSZP)[11]
- 2006–2010: Fenyves Péter (Fidesz-KDNP-MDF-Kisgazda Polgári Egyesület-VP)[12]
- 2010–2014: Fenyves Péter (Fidesz)[13]
- 2014–2019: Fenyves Péter (Fidesz-KDNP)[14]
- 2019–2024: Fenyves Péter (Fidesz-KDNP)[15]
- 2024– : Fenyves Péter (független)[16]

A településen az 1998-as polgármester-választás érdekessége volt, hogy a posztért két azonos nevű személy indult, egyikük függetlenként, másikuk négy jobboldali párt, illetve szövetség közös jelöltjeként; utóbbi megkülönböztetésül X előjelet kért feltüntetni a neve előtt. A helyzet némi eltéréssel a 2002-es választáson is megismétlődött, a jobboldali pártok által delegált jelölt ezúttal az A. Schmidt Ferenc nevet használta; ellenfele egyik esetben sem használt a neve mellett megkülönböztető jelzést.

## Népesség
A település népességének változása:
| Lakosok száma | 14 357 | 14 319 | 13 936 | 13 701 | 13 518 | 13 547 | 13 509 |
|               | 2013   | 2014   | 2018   | 2021   | 2022   | 2023   | 2024   |

A 2011-es népszámlálás során a lakosok 83,4%-a magyarnak, 1,1% cigánynak, 8,3% németnek, 0,5% románnak mondta magát (16,5% nem nyilatkozott; a kettős identitások miatt a végösszeg nagyobb lehet 100%-nál). A vallási megoszlás a következő volt: római katolikus 42,2%, református 6,5%, evangélikus 3,7%, görögkatolikus 0,2%, felekezeten kívüli 17,1% (29,3% nem nyilatkozott).
2022-ben a lakosság 89%-a vallotta magát magyarnak, 4,5% németnek, 1% cigánynak, 0,8% ukránnak, 0,3% románnak, 0,1-0,1% szerbnek, lengyelnek, bolgárnak és szlováknak, 2,6% egyéb, nem hazai nemzetiségűnek (10,2% nem nyilatkozott; a kettős identitások miatt a végösszeg nagyobb lehet 100%-nál). Vallásuk szerint 28,8% volt római katolikus, 6% református, 2,9% evangélikus, 0,2% görög katolikus, 0,1% ortodox, 0,8% egyéb keresztény, 0,7% egyéb katolikus, 16% felekezeten kívüli (44,3% nem válaszolt).

## Nevezetességei
- Láncos-kastély
- Lamberg-kastély
- Kapucinus templom és rendház
- Magyar templom
- Pincesor

## Híres emberek
- Itt született 1791. november 30-án Gróf Lamberg Ferenc Fülöp császári-királyi altábornagy.
- Itt született 1848. november 15-én Wekerle Sándor magyar miniszterelnök.
- Itt született 1862. június 29-én Radó Antal író, költő, műfordító, irodalomtörténész.
- Itt született 1885. január 14-én Czermann Antal magyar publicista, politikus, miniszteri tanácsos, országgyűlési képviselő.
- Itt született 1885. április 18-án Müller Antal magyar szabó, szakiparos, országgyűlési képviselő.
- Itt született 1962. május 17-én Krausz Ferenc fizikus, Nobel-díjas.
- Itt született 1992. január 21-én Szolnoki Roland labdarúgó.
- Itt született 1993. december 25-én Krausz Gergely tollaslabdázó, olimpikon.
- Itt született 2001. augusztus 28-án Takács Boglárka atléta, olimpikon.

## Érdekességek
- Részben a településen játszódik a 2021-ben bemutatott Ítélet és kegyelem című történelmi filmdráma, mely elsősorban Csákberény Haynau által kivégeztetett katolikus és református lelkészeinek állított emléket.

## Sportélete
A Móri SE a Fejér vármegyei labdarúgó-bajnokság első osztályában szerepel.

## Gasztronómia
A svábok lakta Mór kitűnik a többi hasonló nemzetiség lakta településtől, abban, hogy csak itt ismerik és készítik a katzenpratze, azaz „macskapracli” nevű ételt. Az a mondás járja erről a lakodalmi süteményről: „Ha megiszol két pohár bort és megeszel egy macskapraclit, az az érzésed támad, hogy csak egy pohárral ittál, és ezt követően addig eszel-iszol, míg szét nem pukkadsz”. A kvircedlit és a nuss-stanglit itt is készítik, több más németlakta településhez hasonlóan. További ételkülönlegessége a paprikás leves”
.

## Testvérvárosai
- Freudenberg, Németország
- Valdobbiadene, Olaszország
- Nyárádszereda, Románia
- Wolsztyn, Lengyelország

## Képgaléria

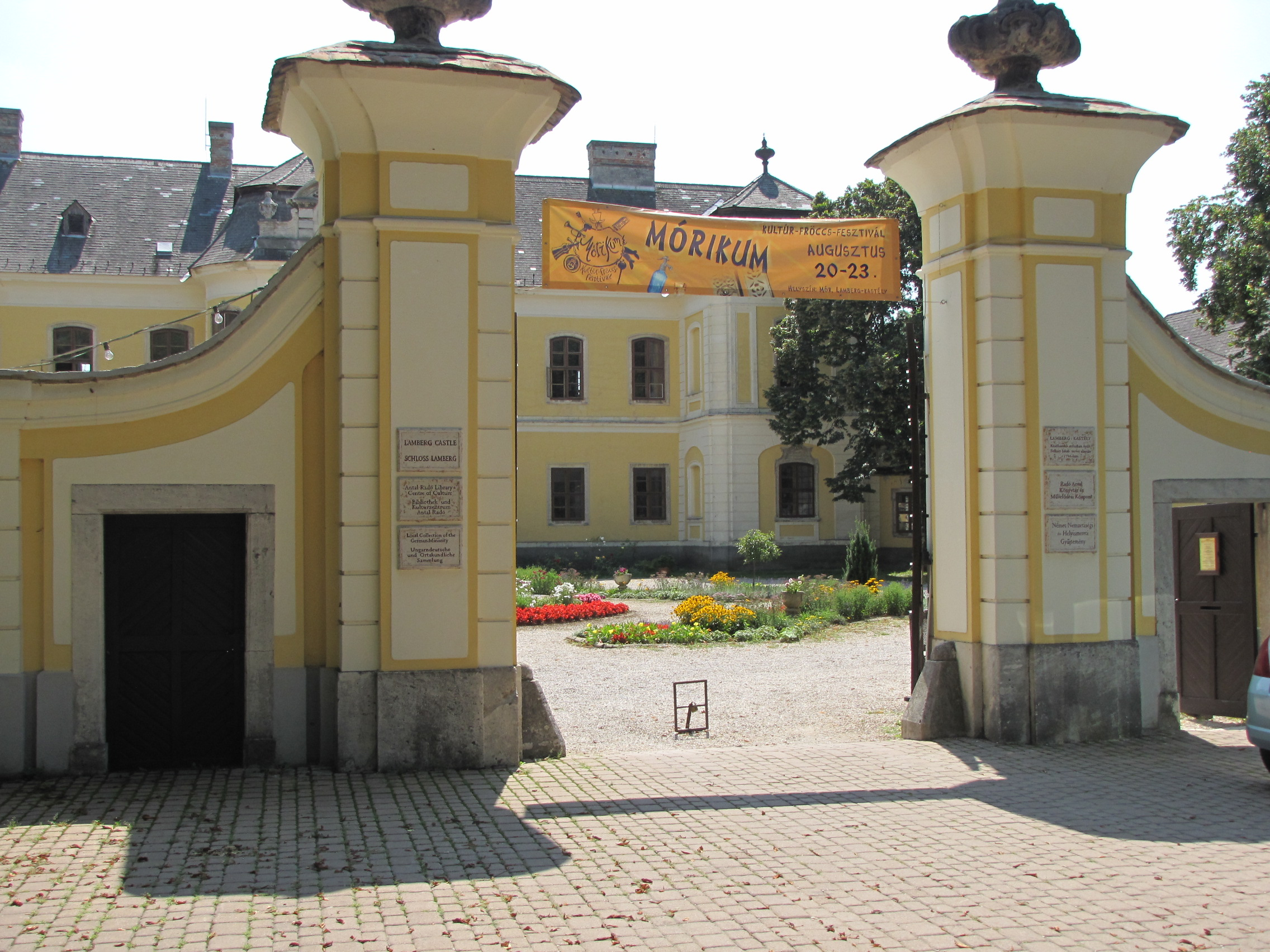
Lamberg-kastély
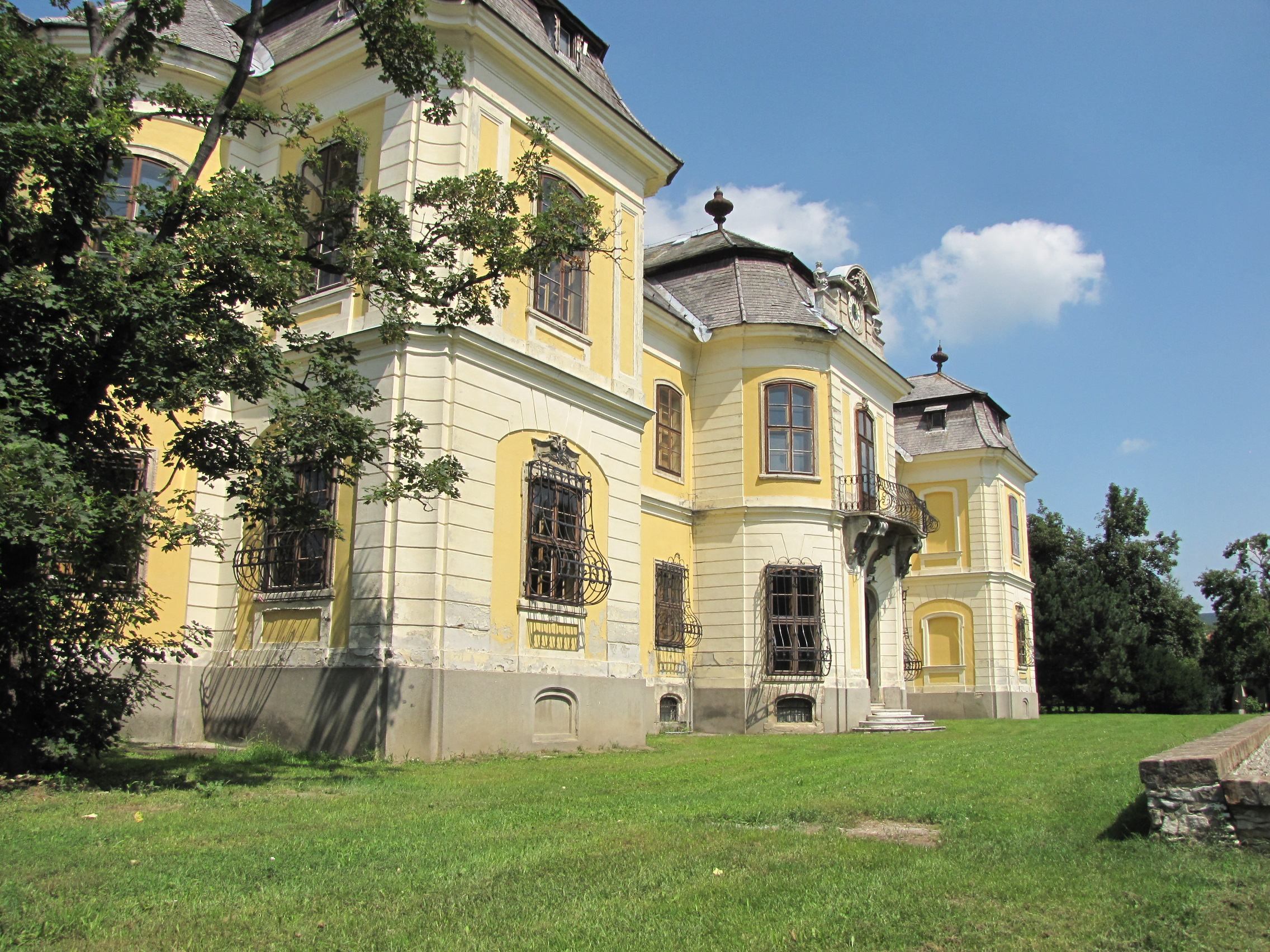
Lamberg-kastély
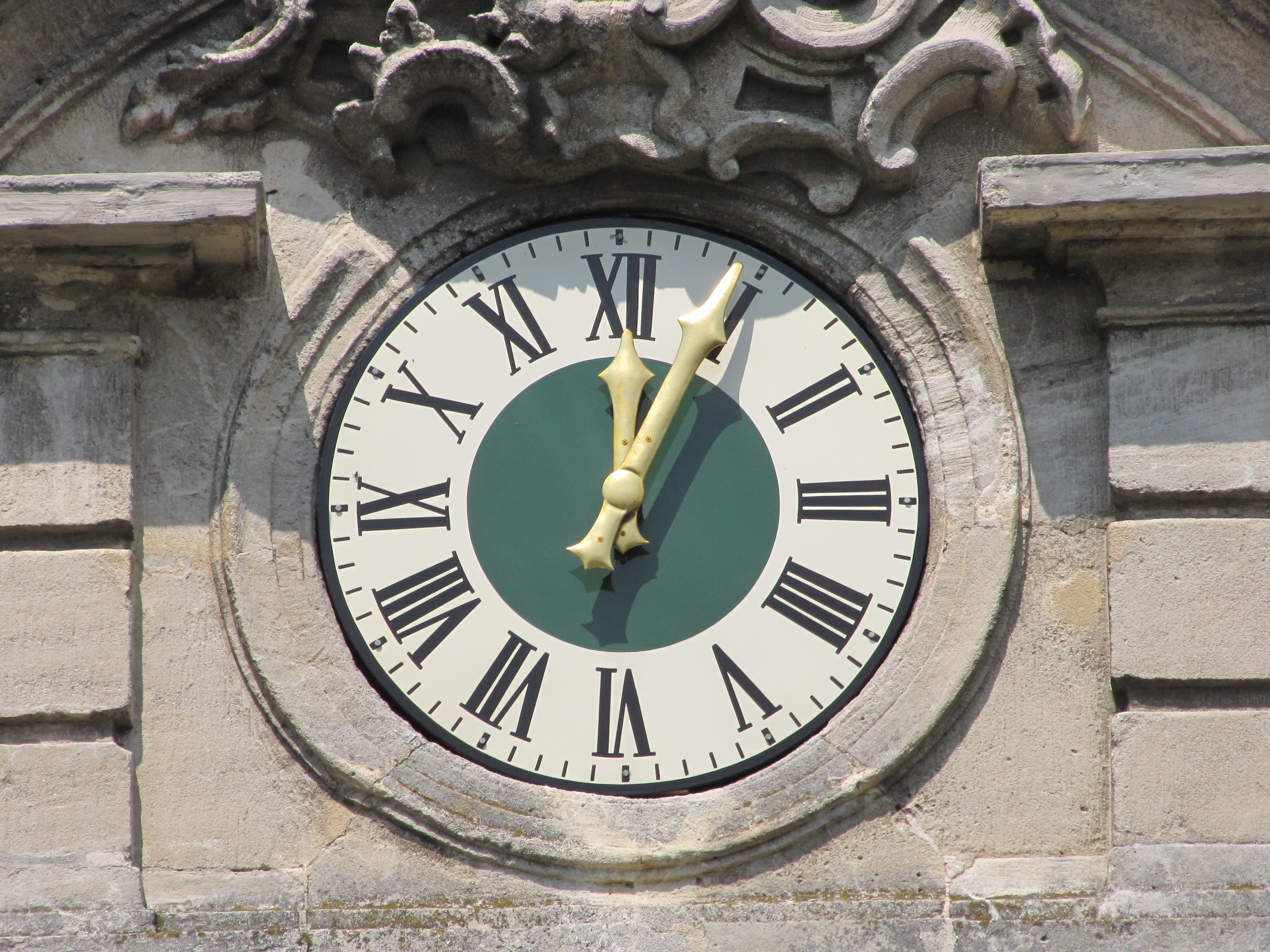
Lamberg-kastély
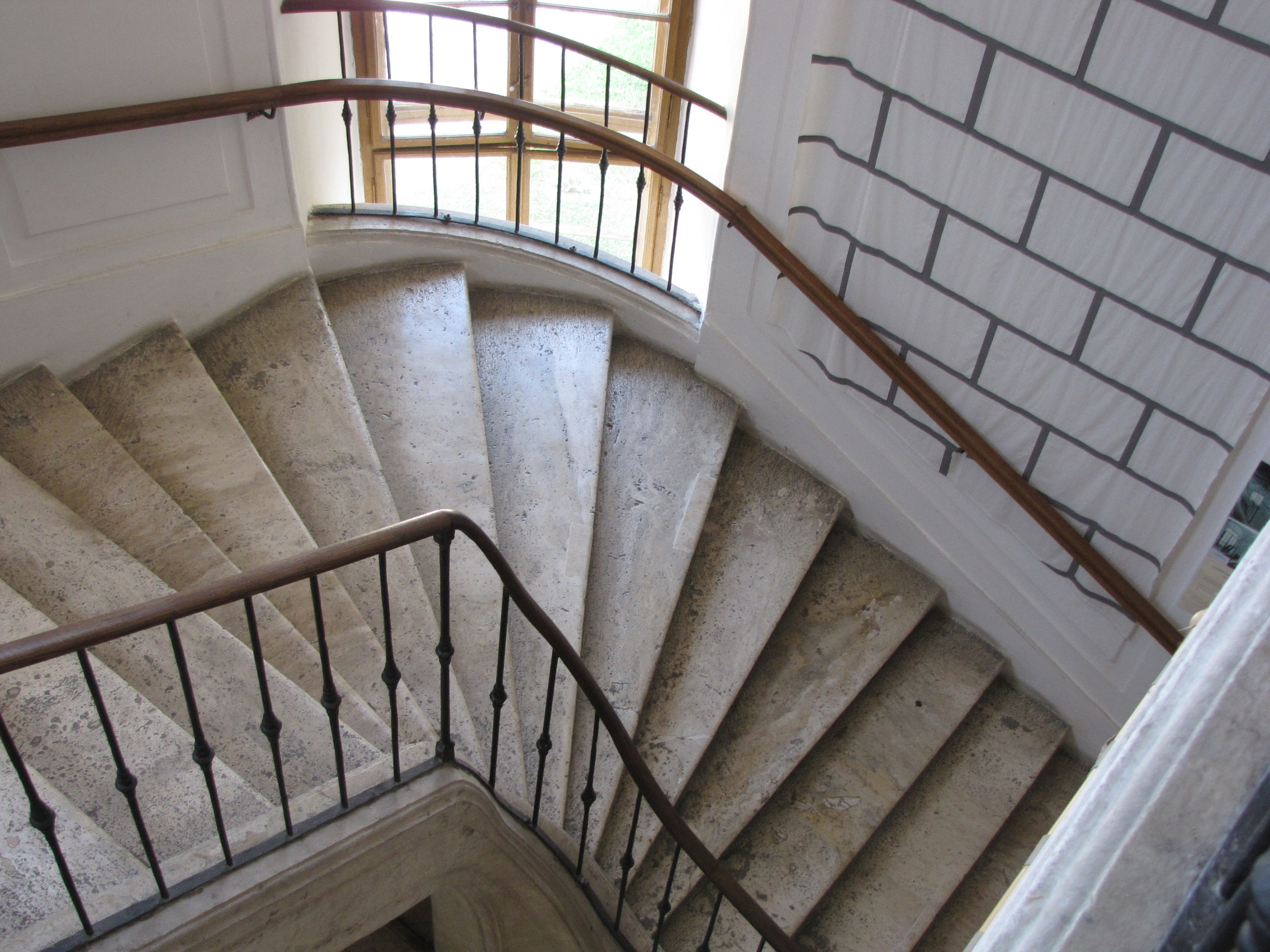
Lamberg-kastély
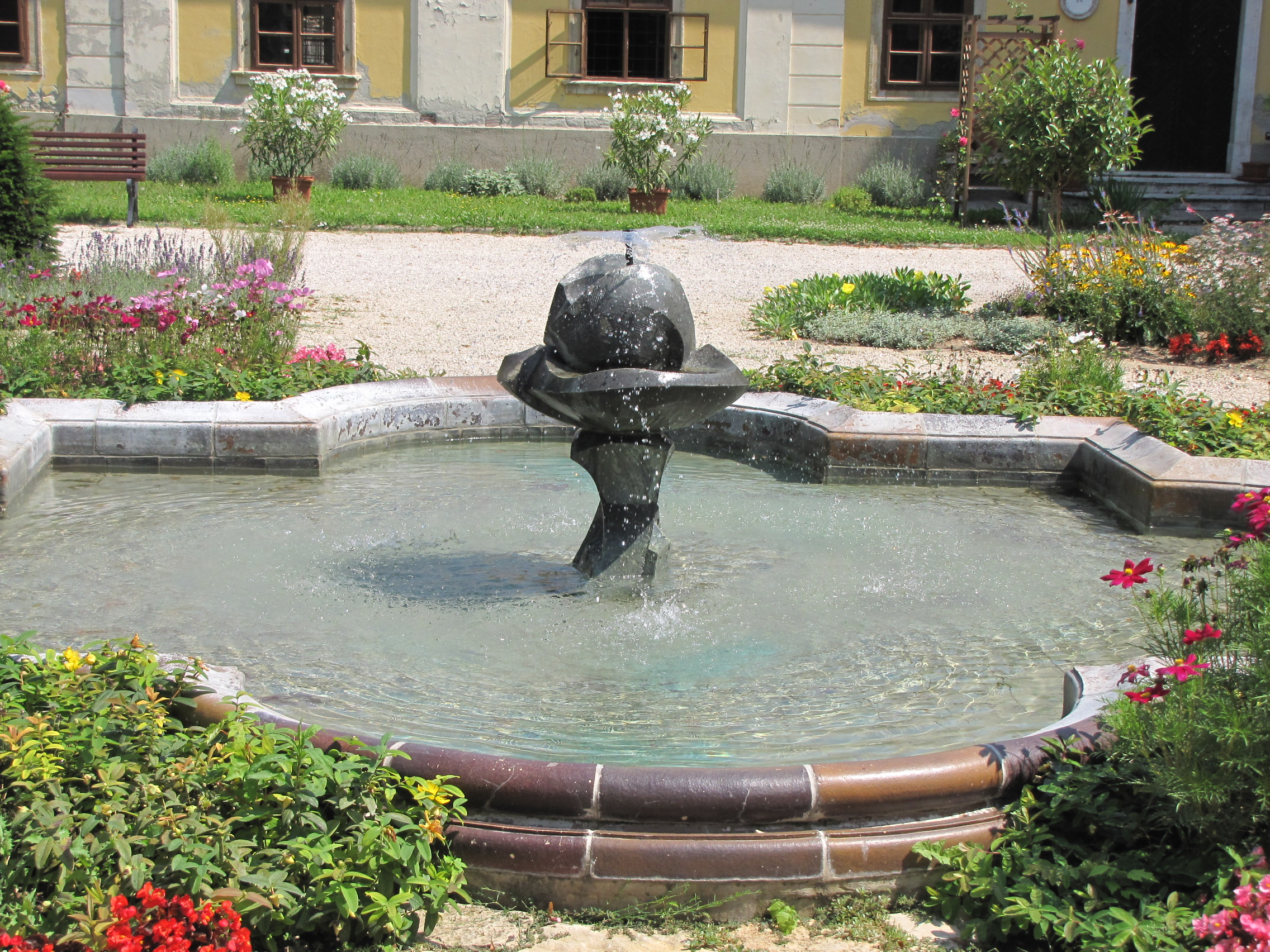
Lamberg-kastély
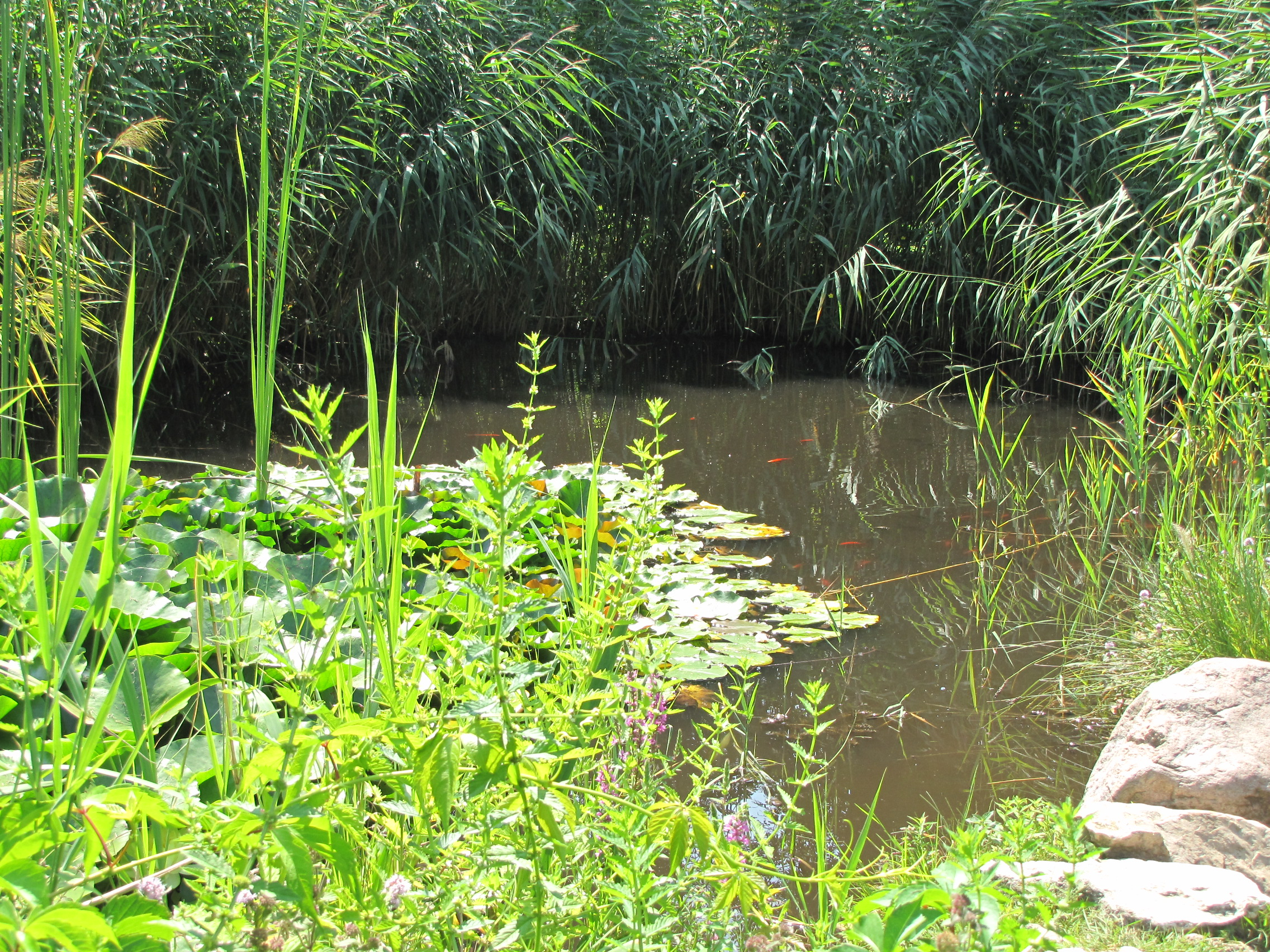
A kastélypark
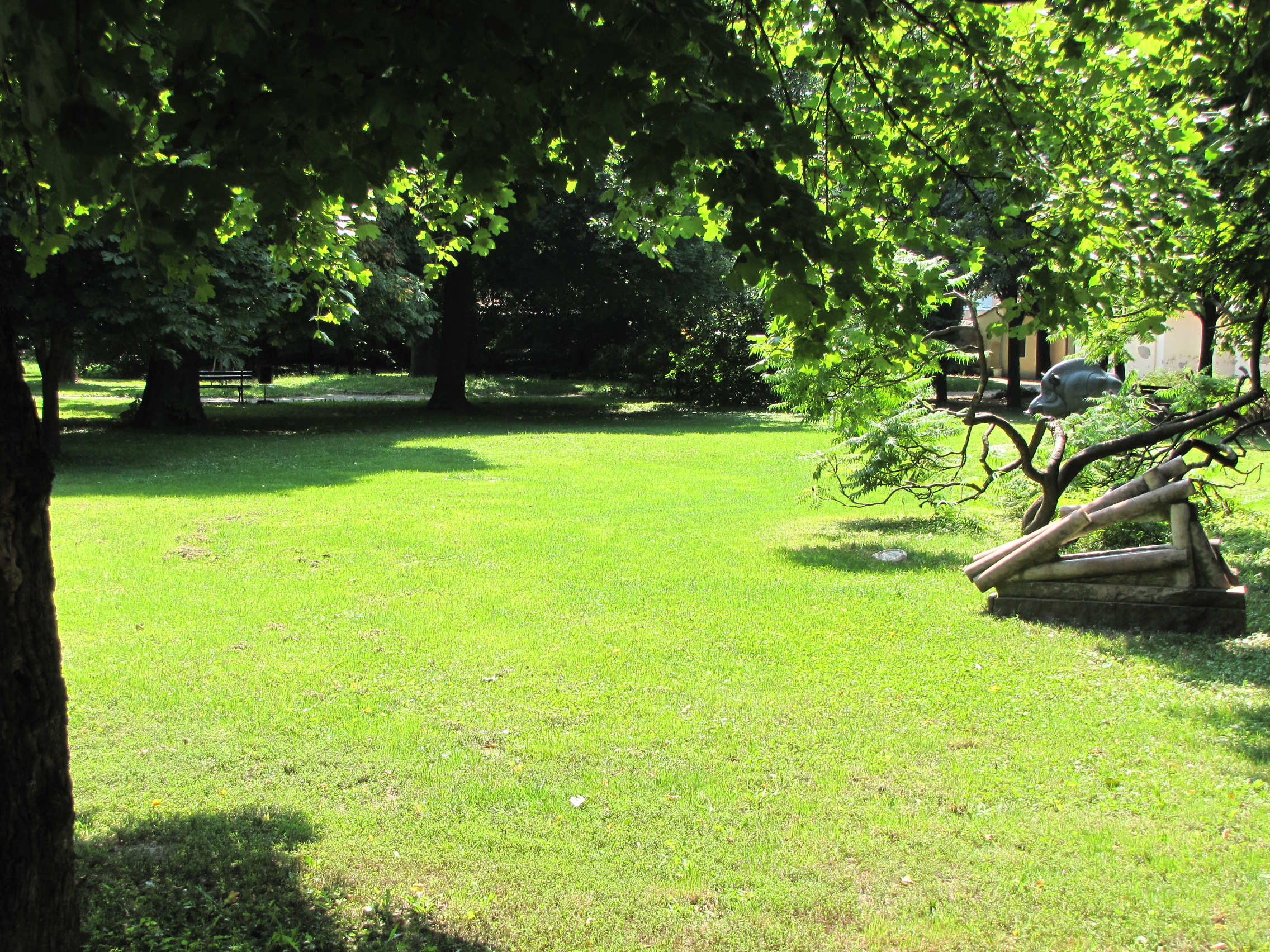
A kastélypark
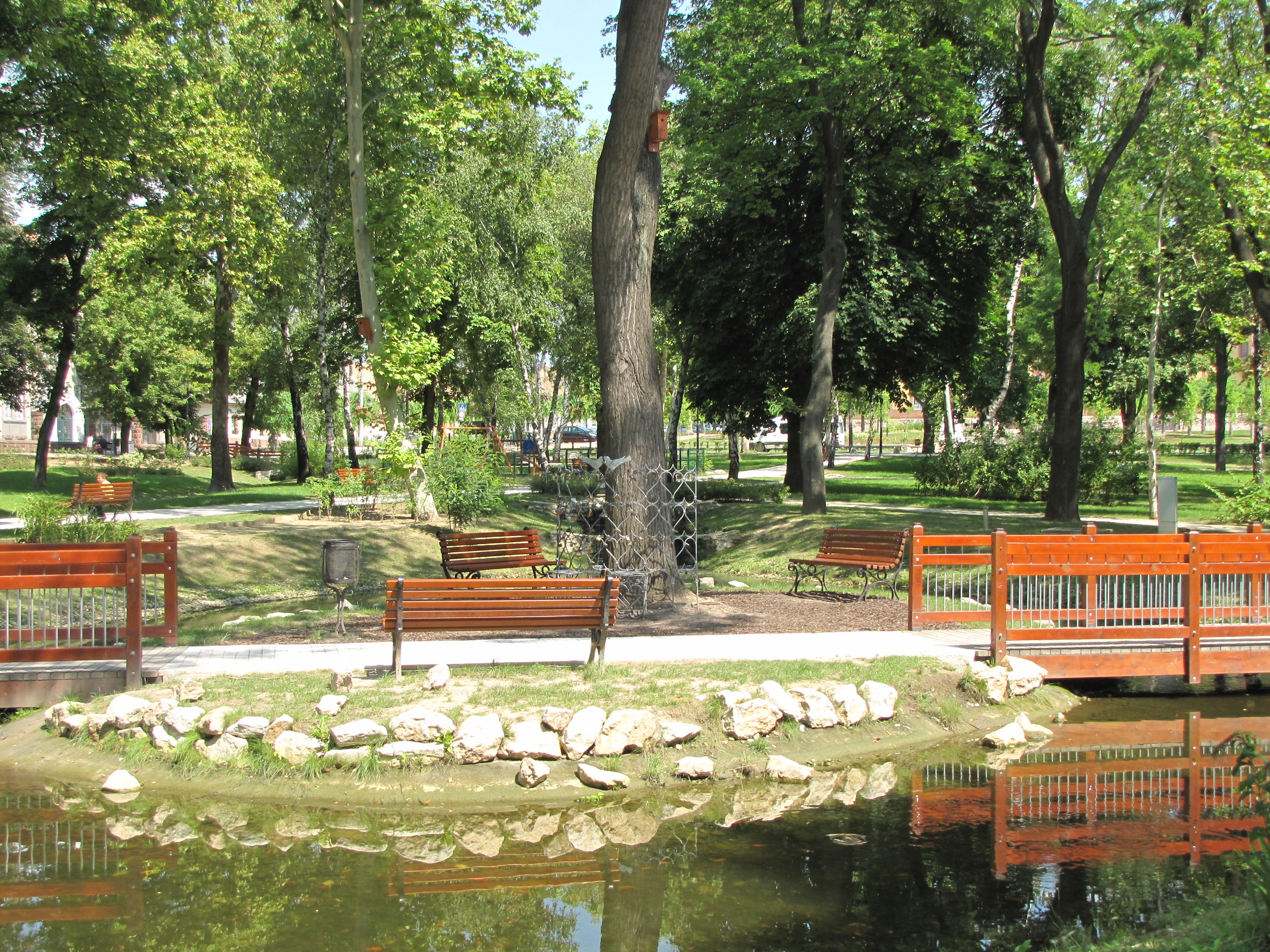
Szent István tér
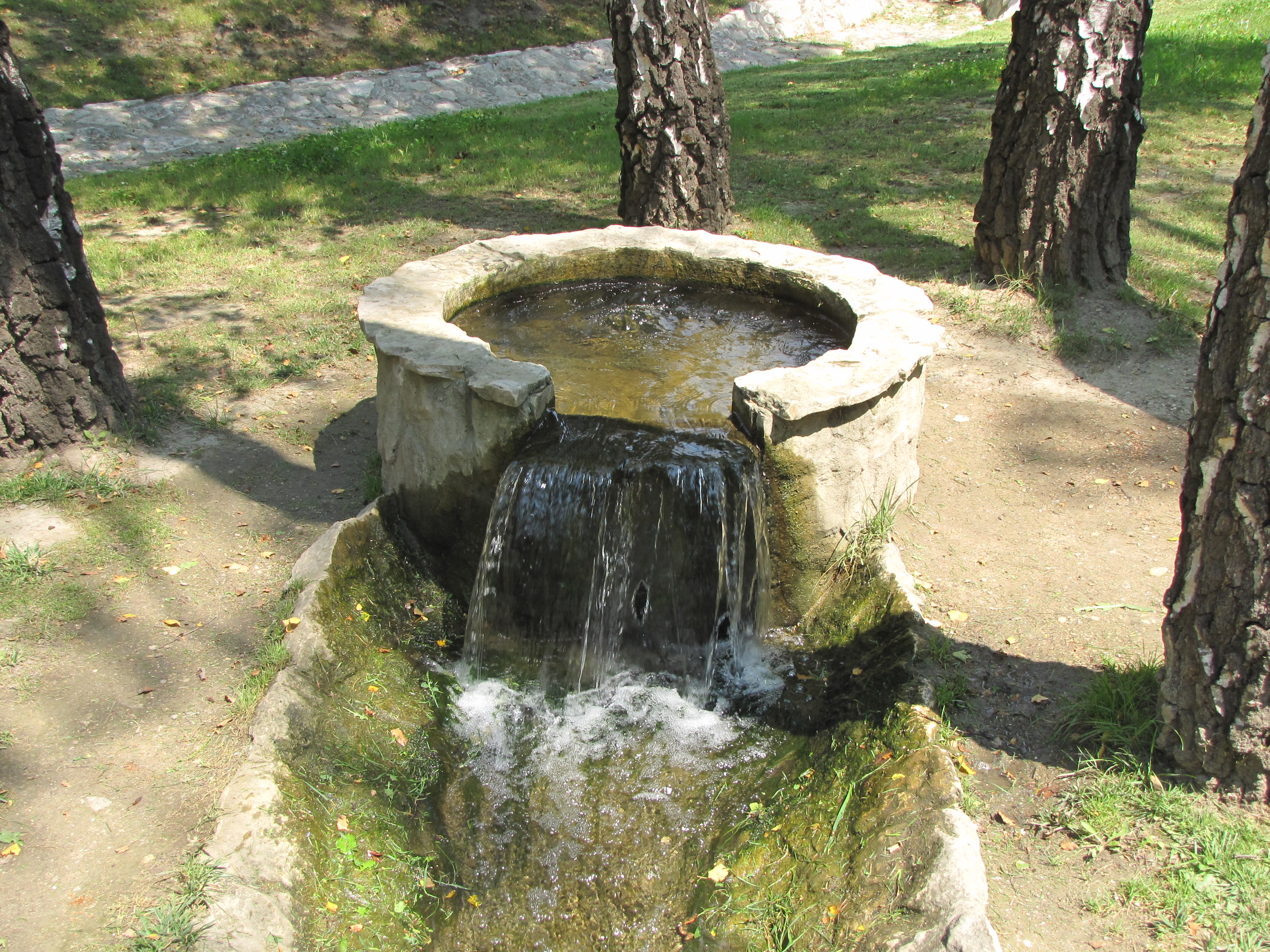
Szent István tér
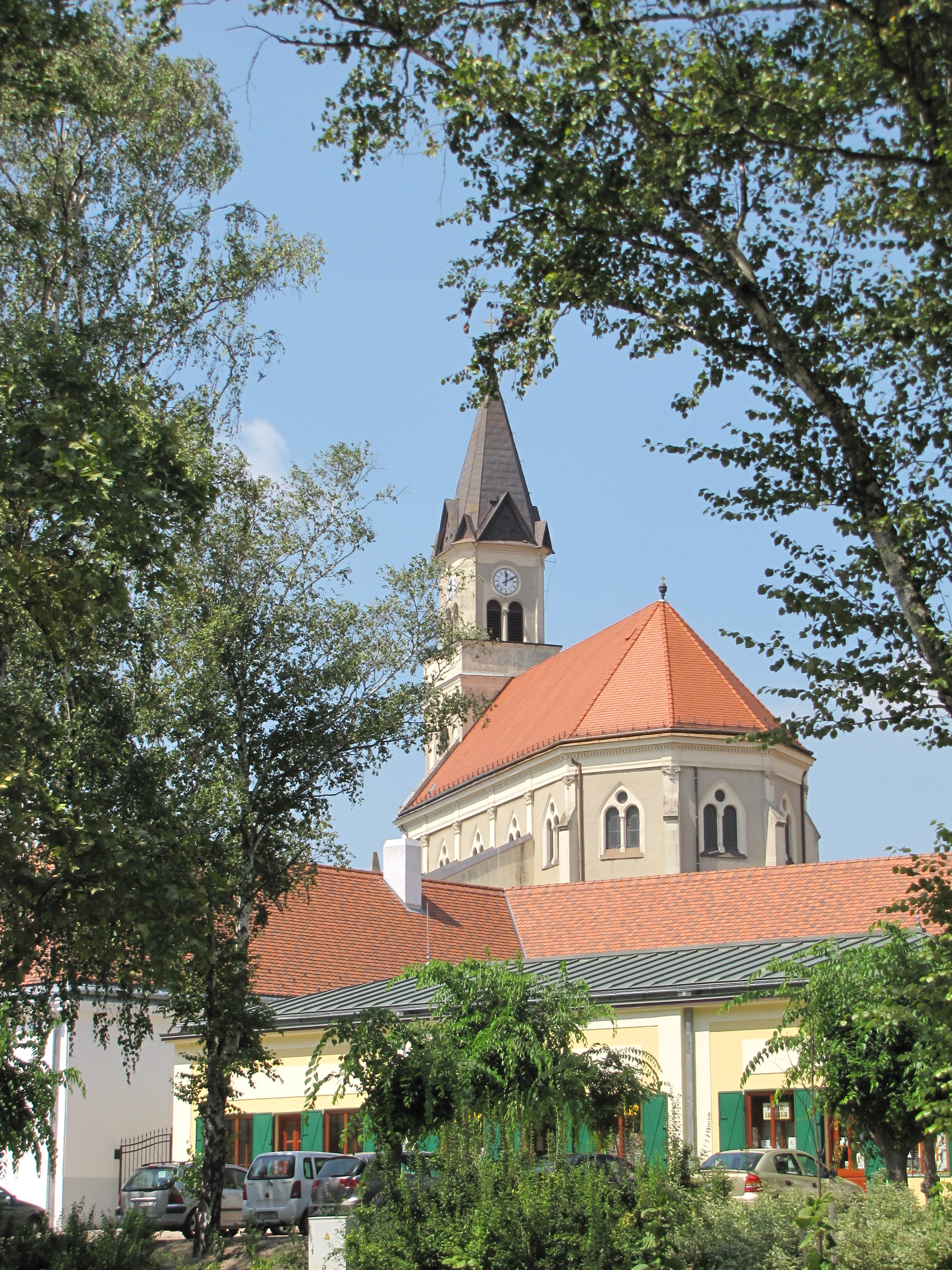
Szent Kereszt-templom
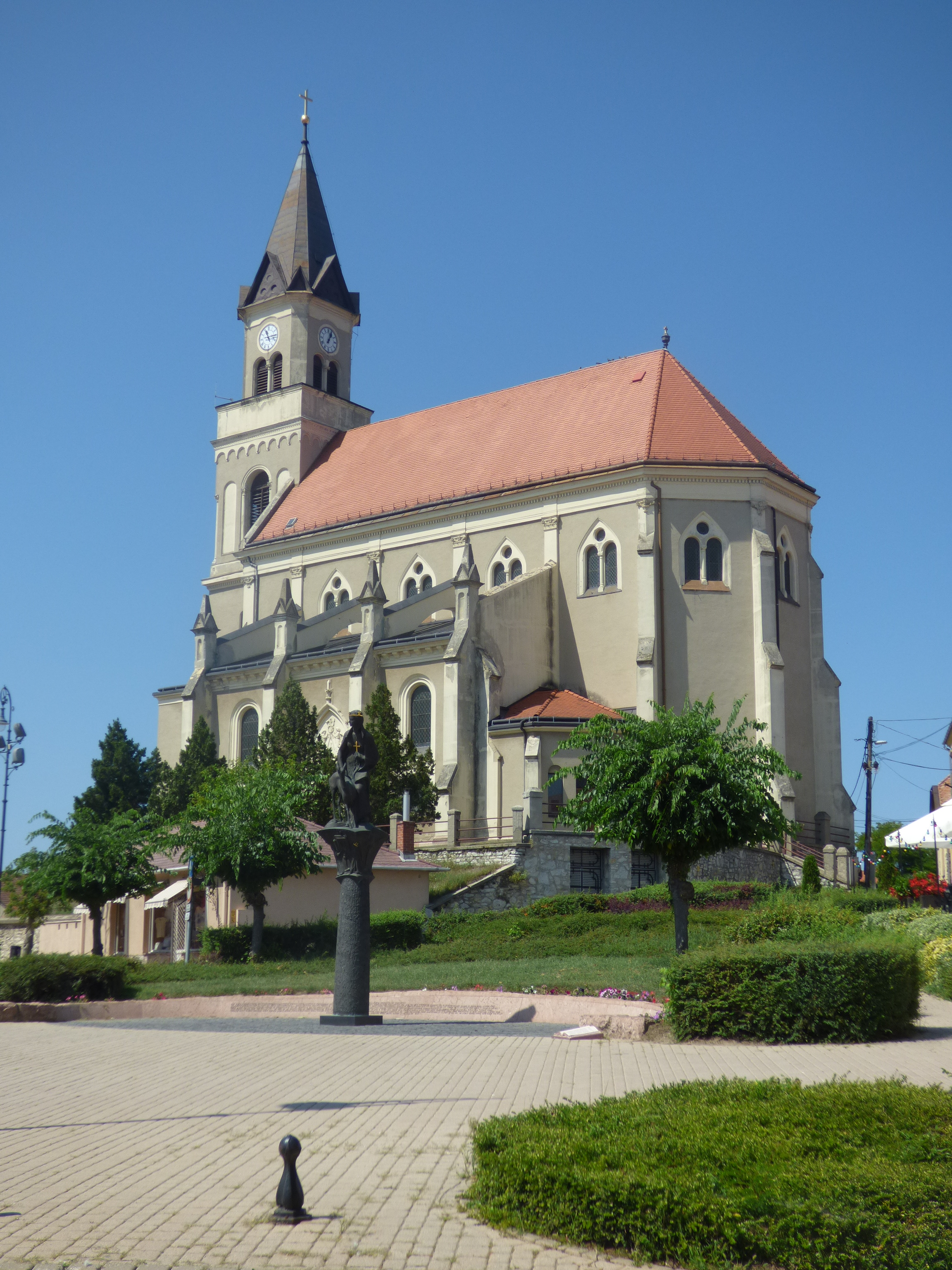
A Szent Kereszt-plébániatemplom
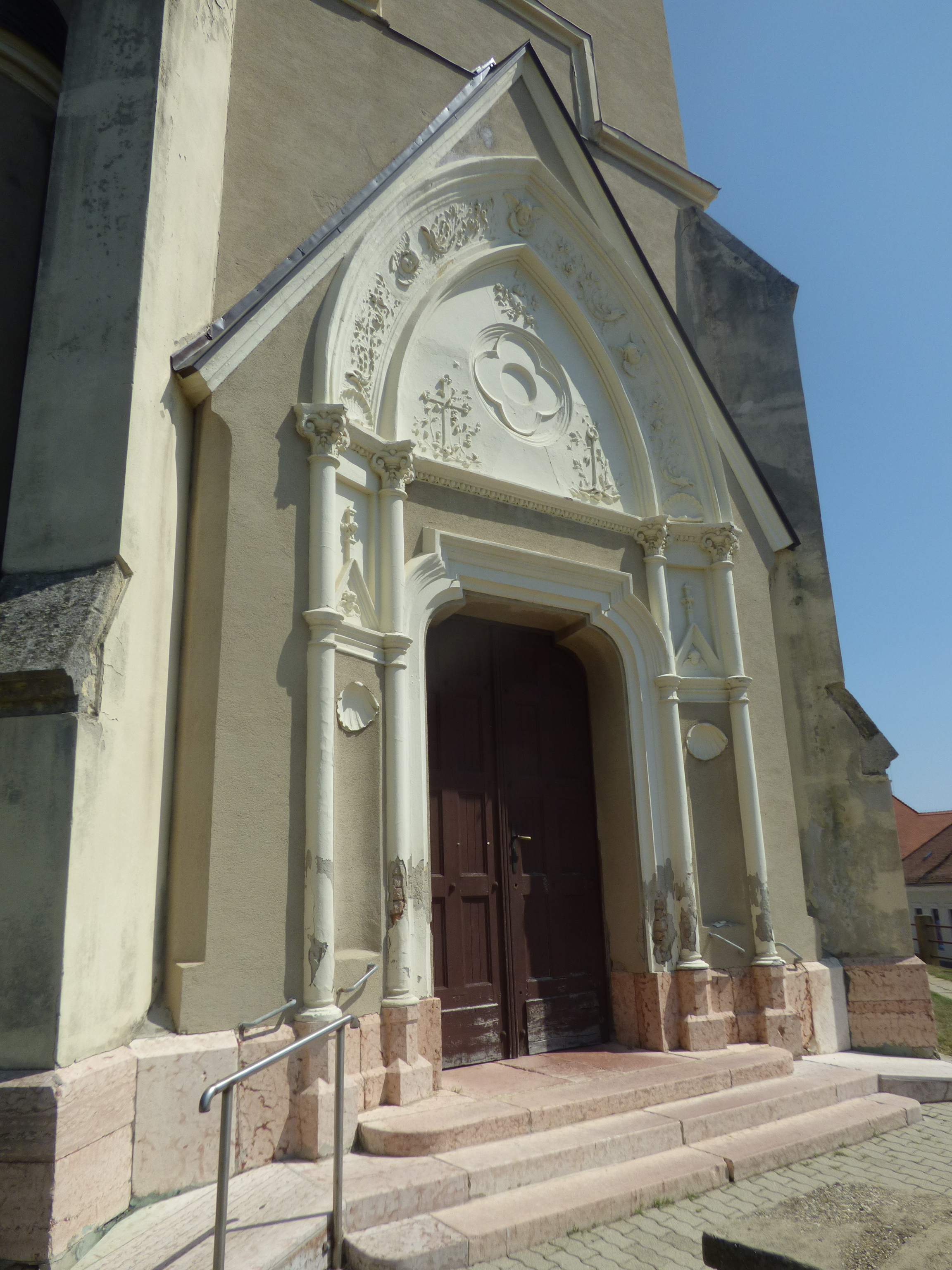
A Szent Kereszt-plébániatemplom főbejárata
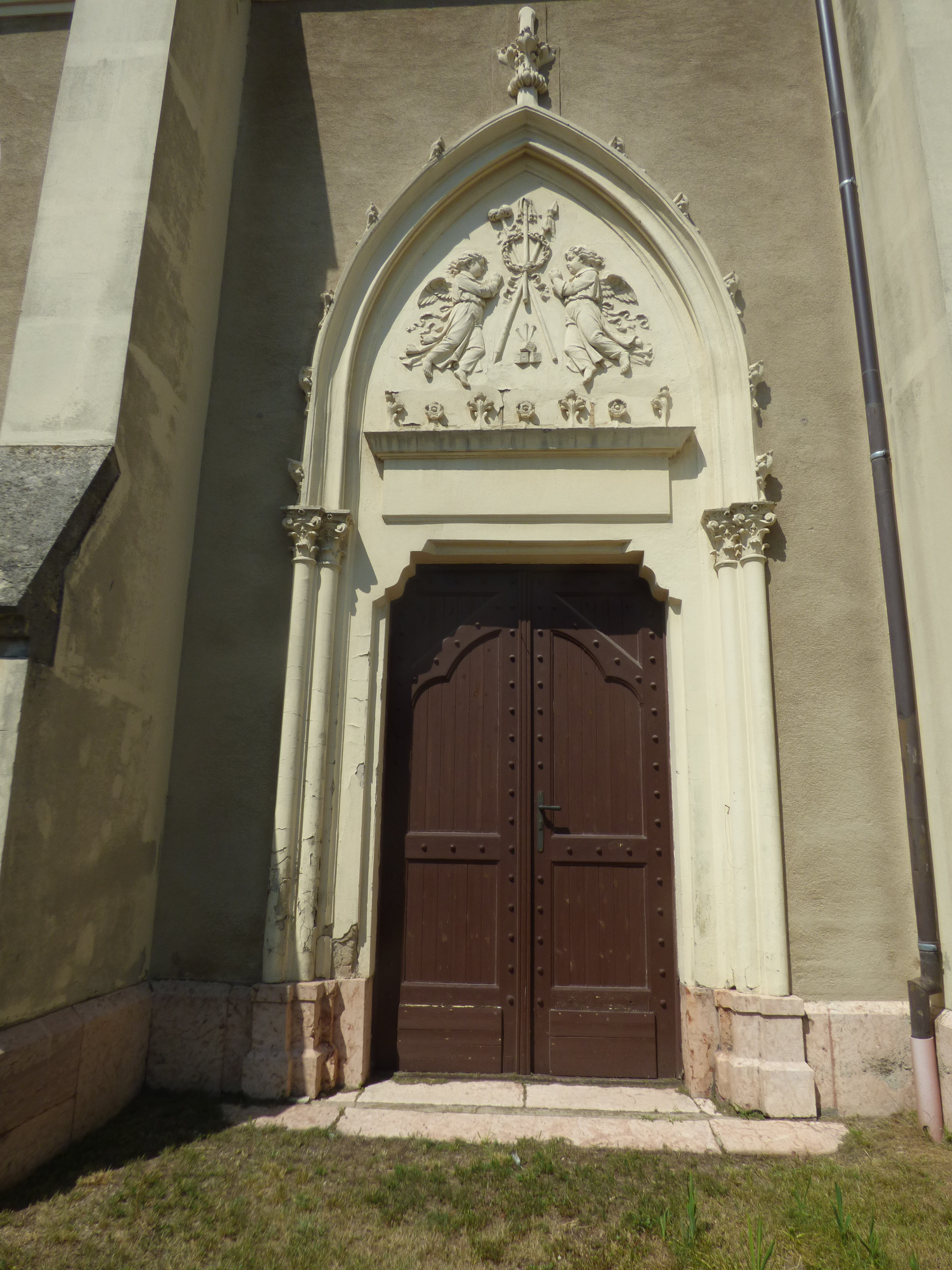
A Szent Kereszt-plébániatemplom oldalbejárata
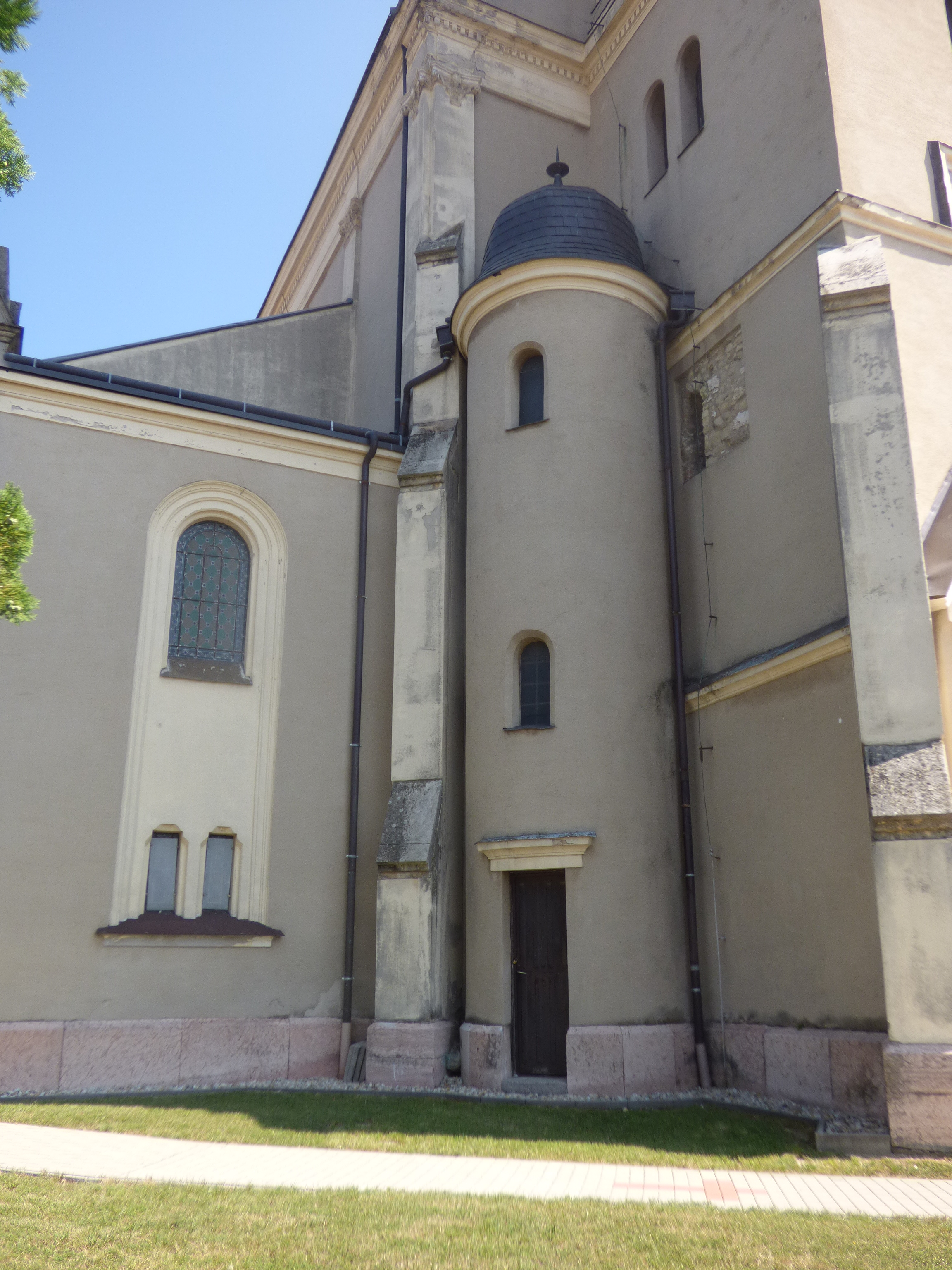
A Szent Kereszt-plébániatemplom egy részlete
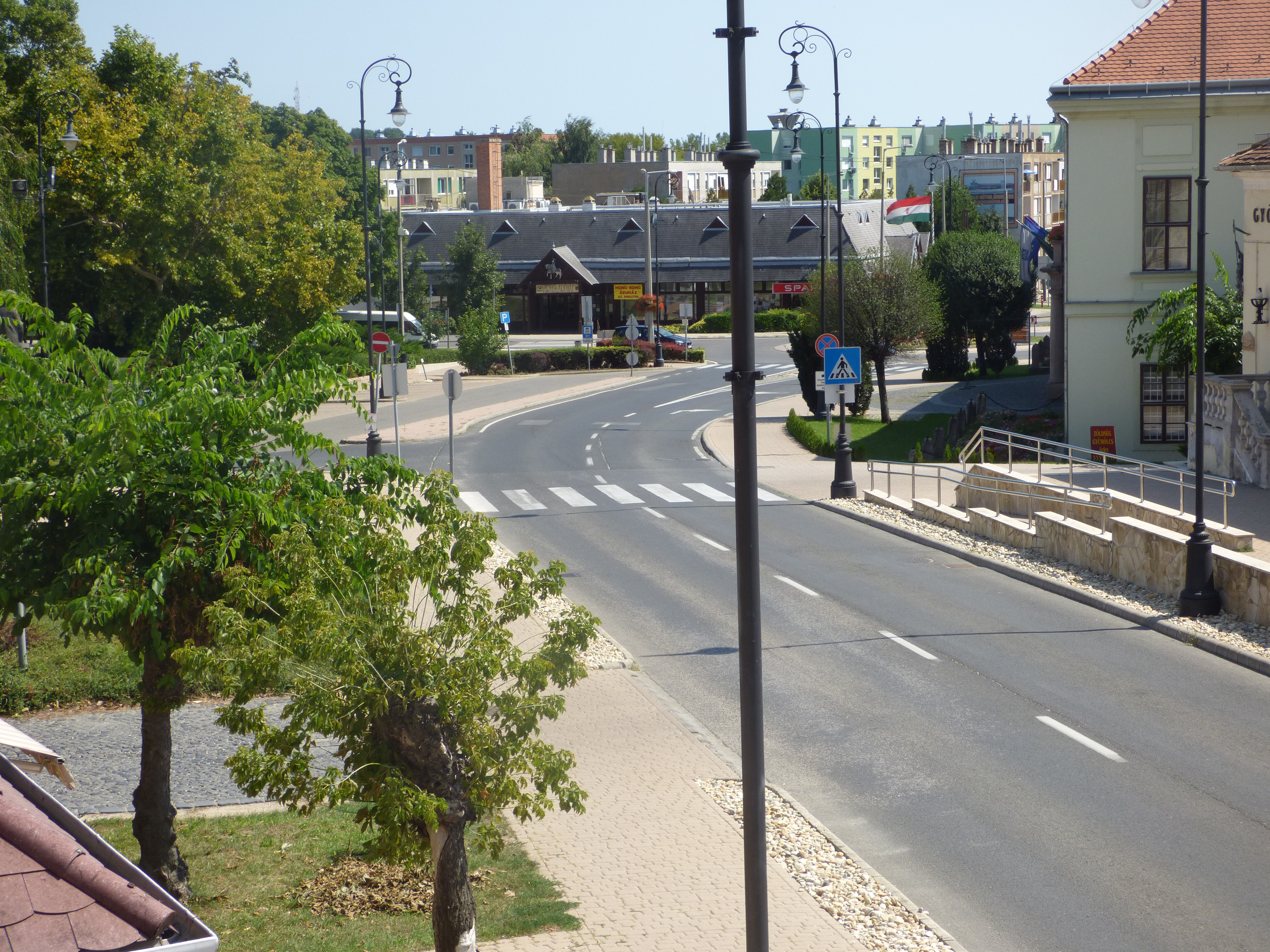
A belváros a Szent Kereszt-plébániatemplomtól délnyugat felé nézve
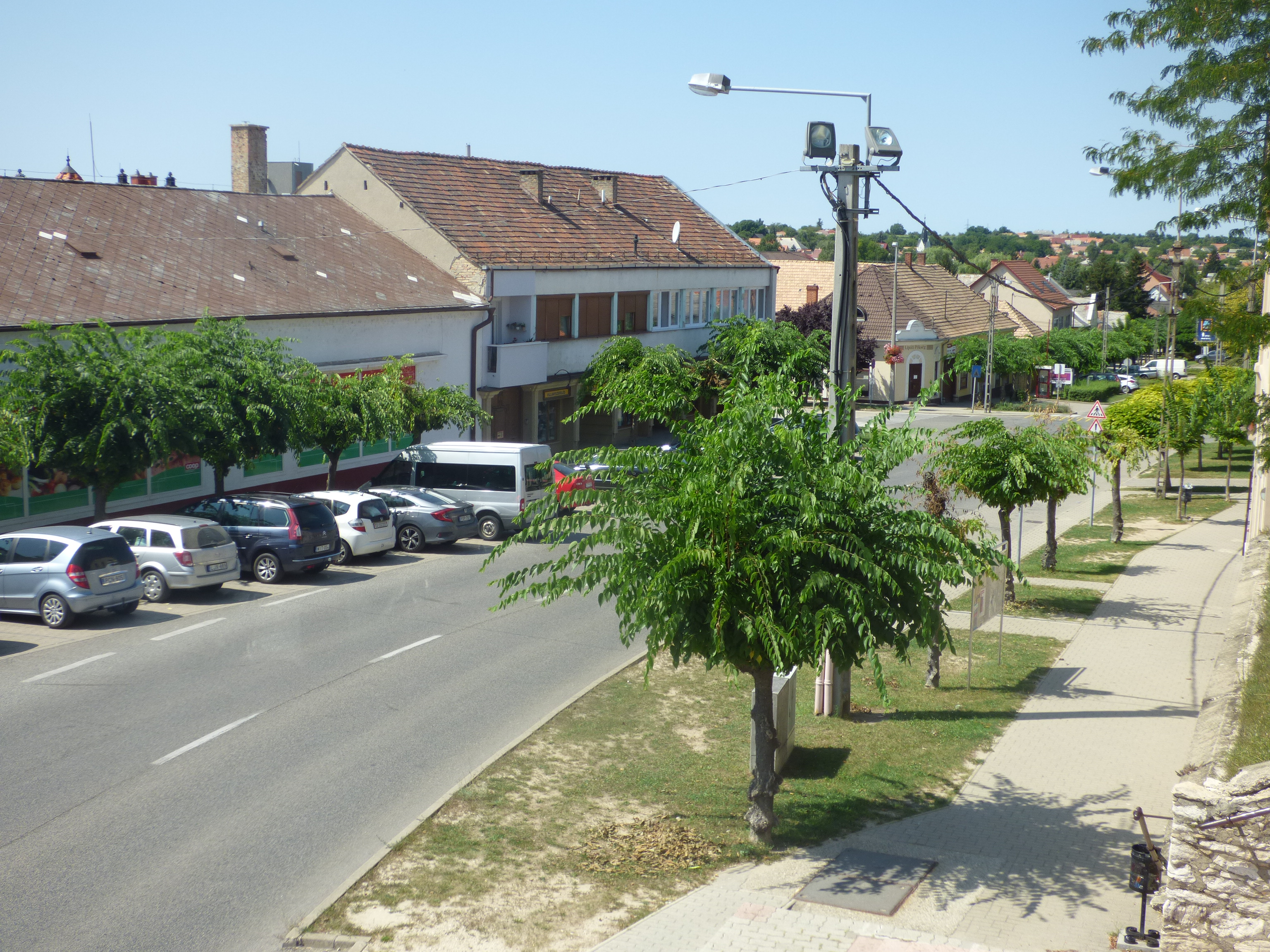
A belváros a Szent Kereszt-plébániatemplomtól északnyugat felé nézve
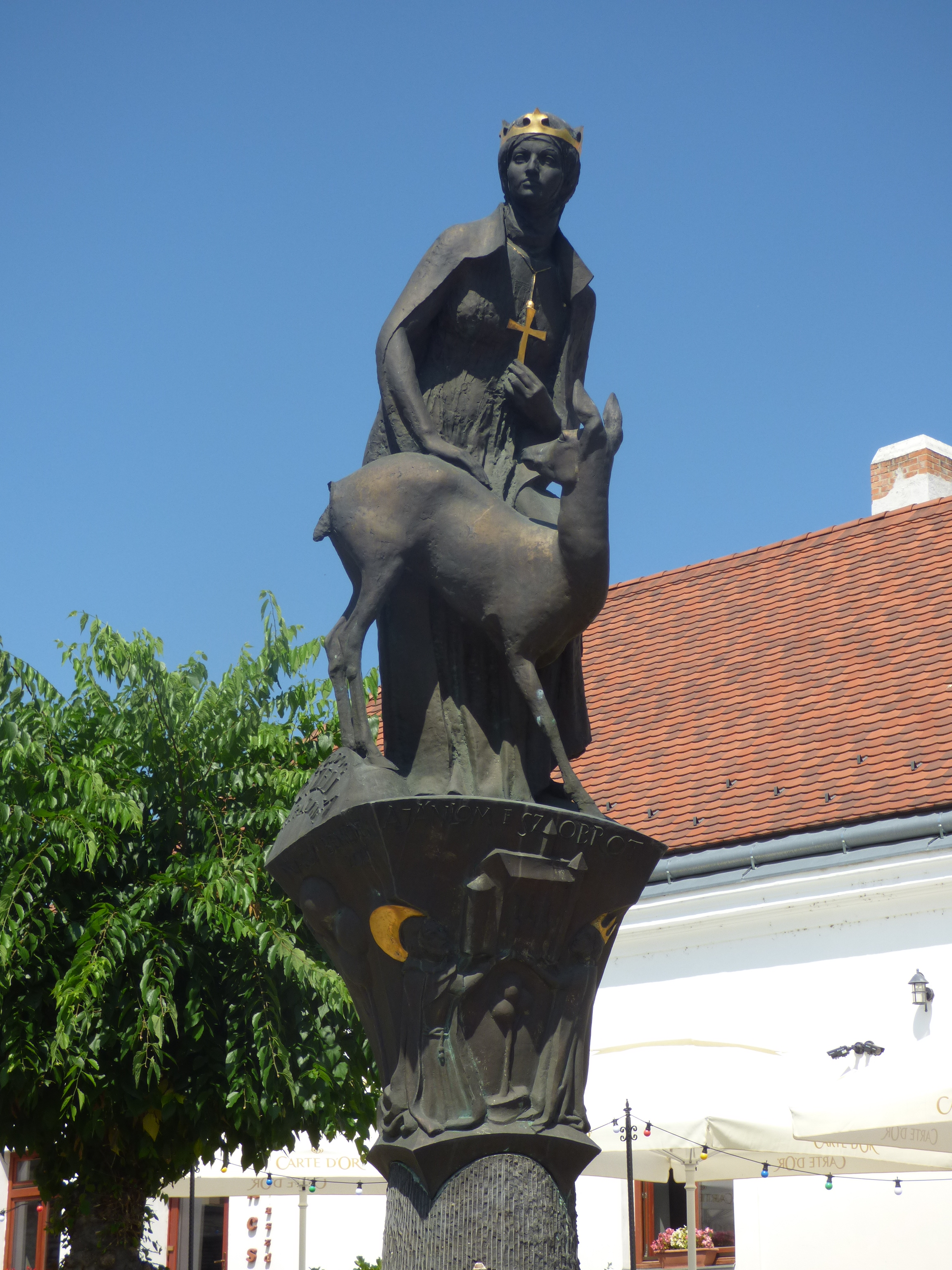
Boldog Gizella szobra (Nagy Benedek, 2001)
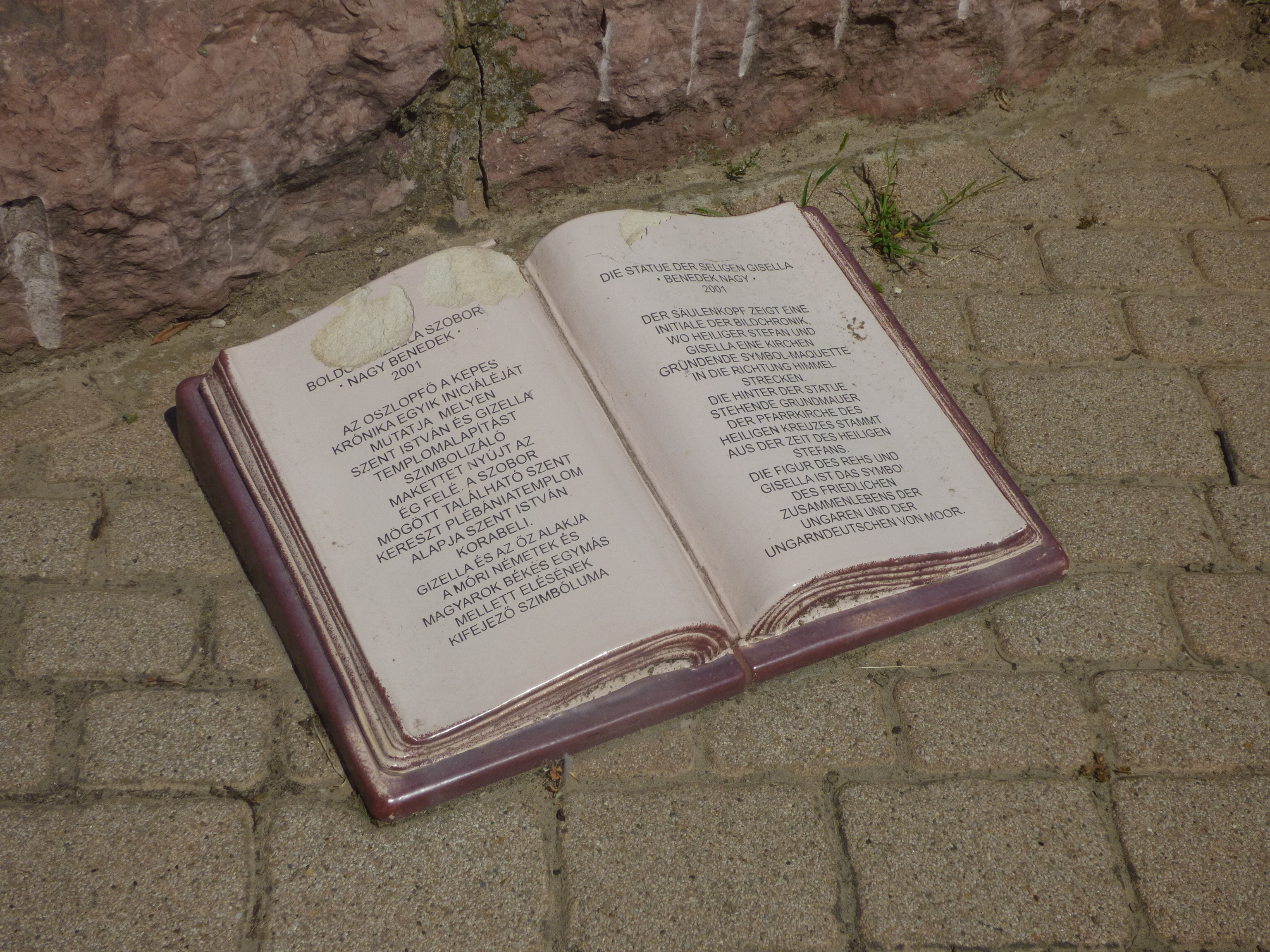
Kerámia ismertető tábla Boldog Gizella szobránál
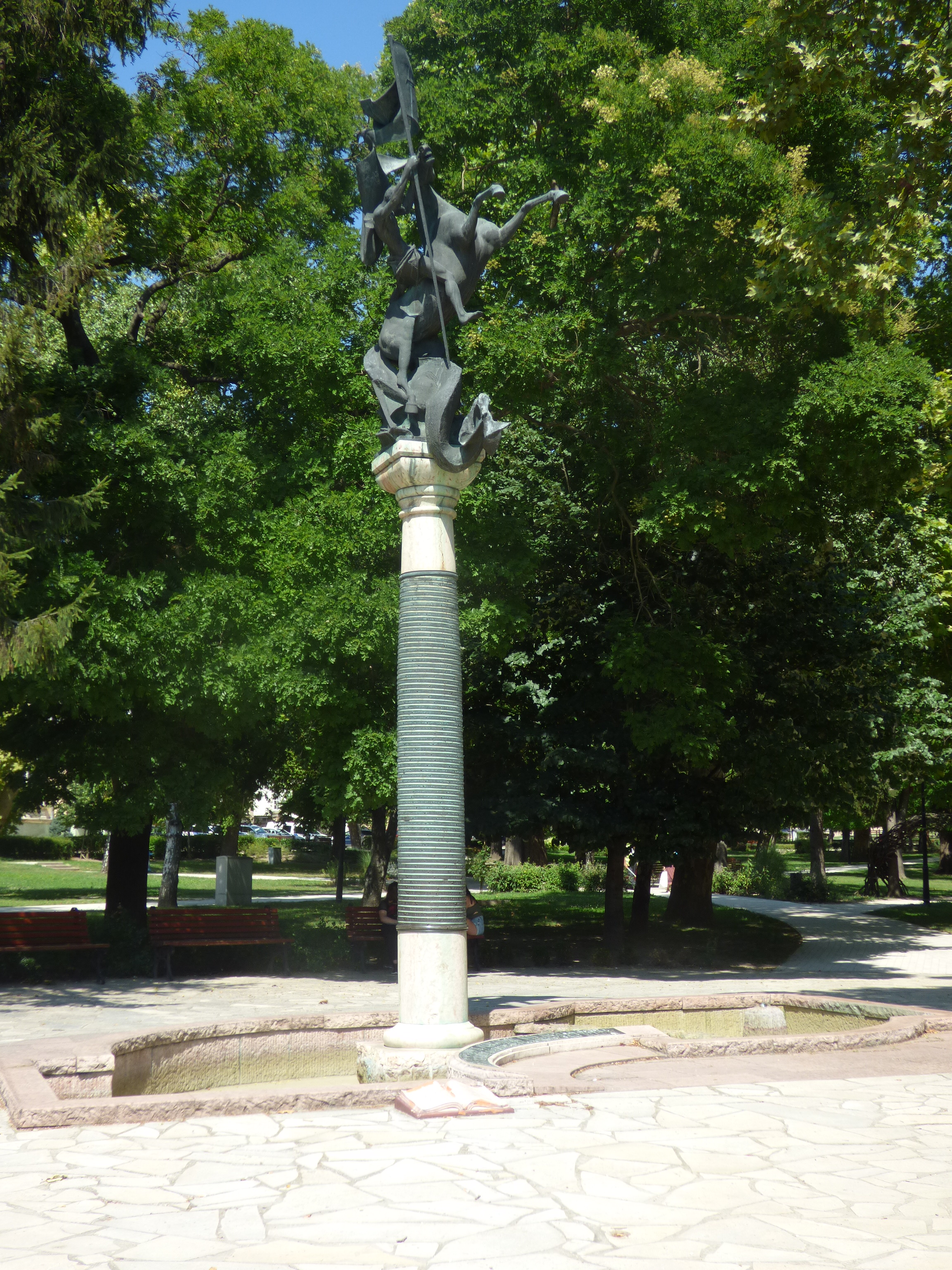
Szent György-szobor (Nagy Benedek, 1994)
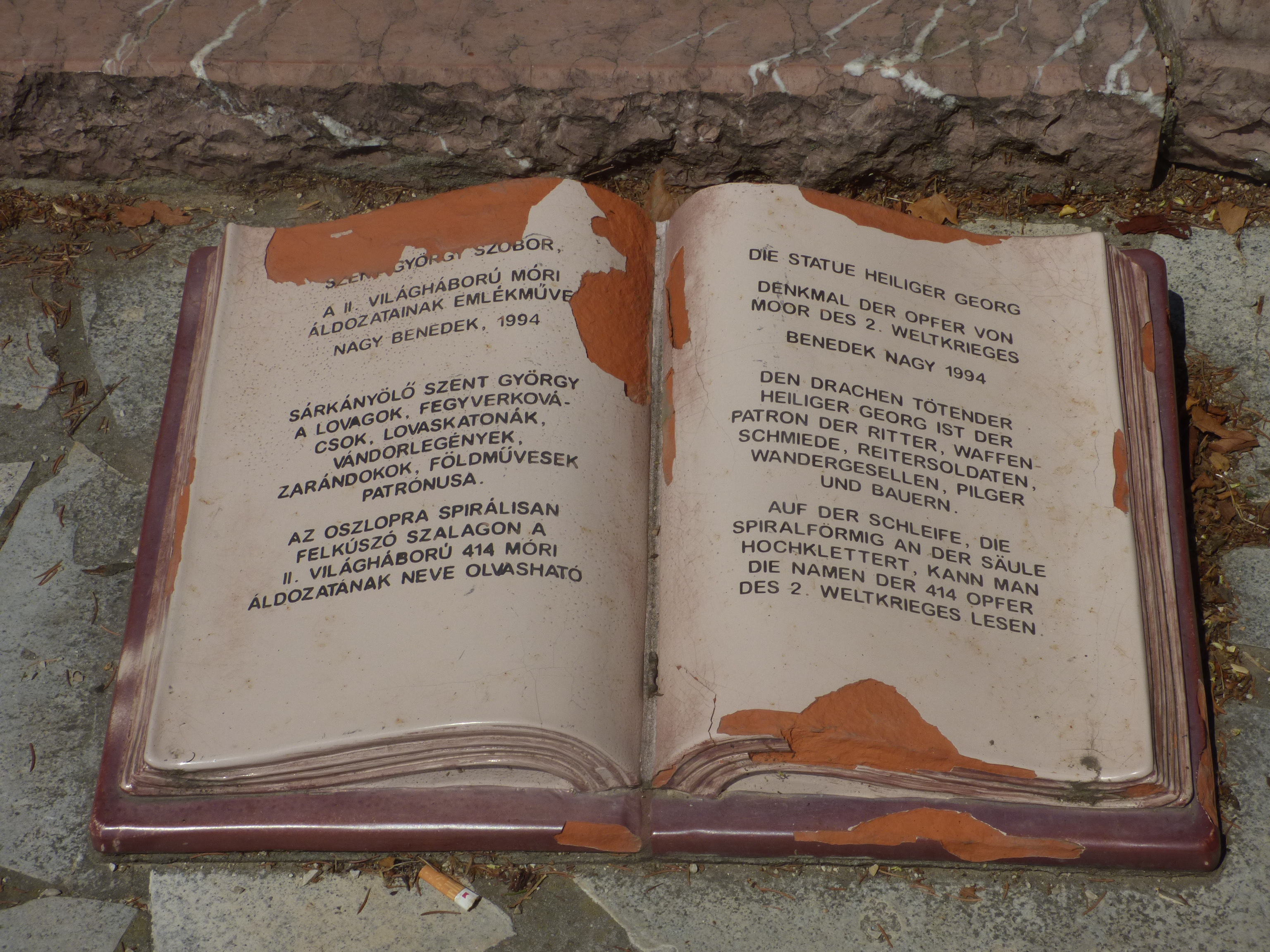
Kerámia ismertető tábla Szent György szobránál
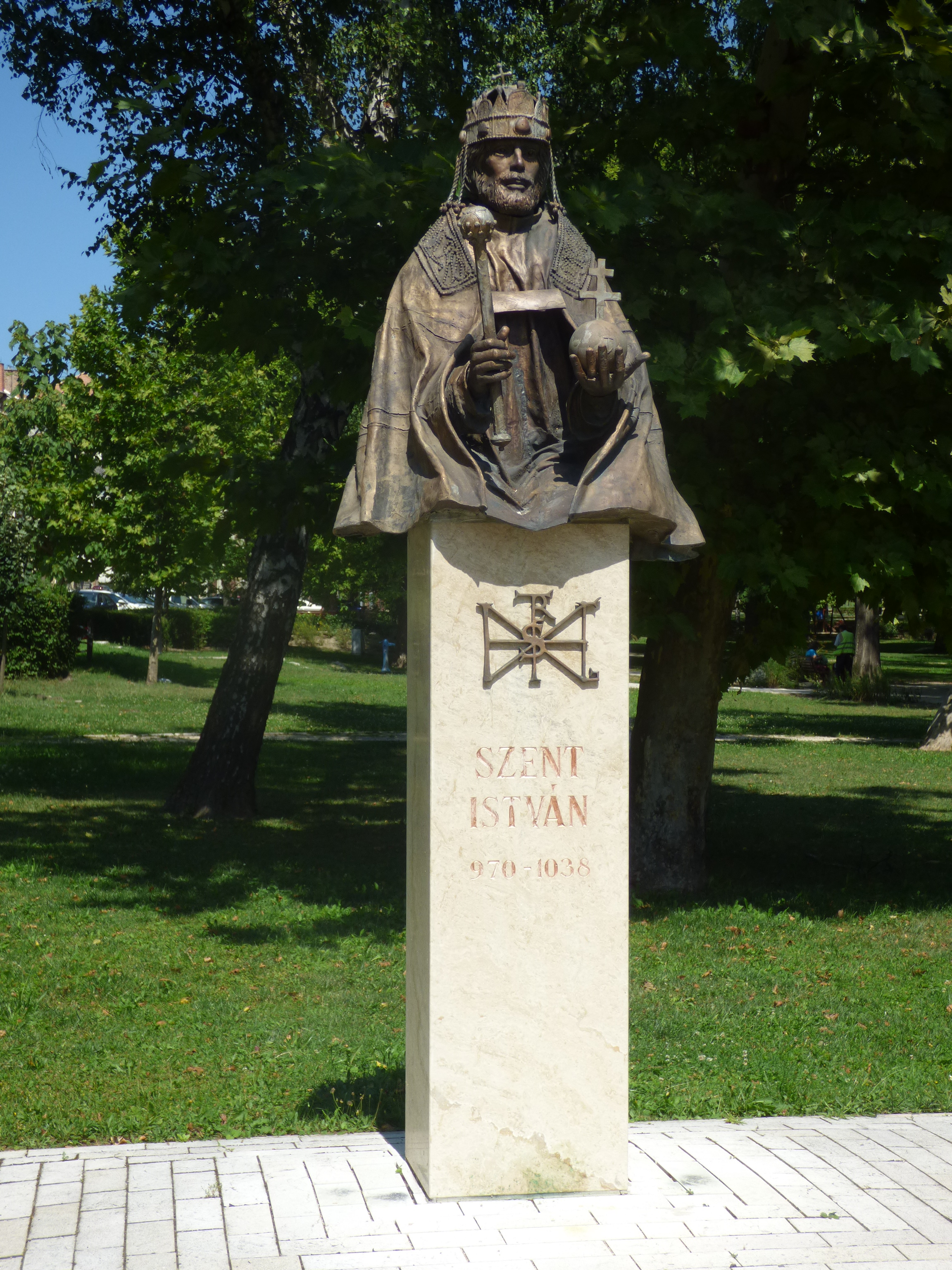
Szent István szobra (Kligl Sándor, 2013)
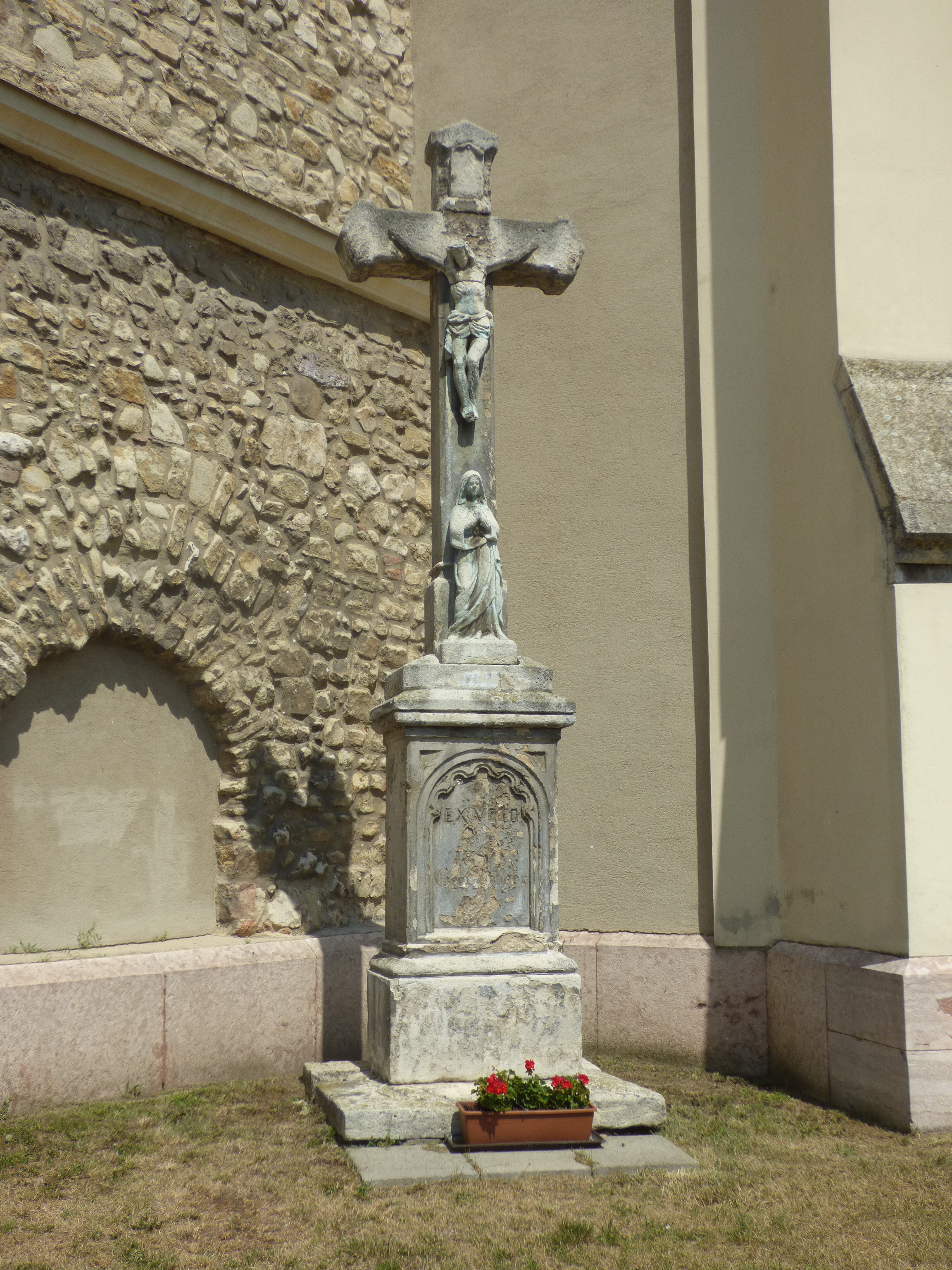
Kőkereszt a Szent Kereszt-templom oldalánál
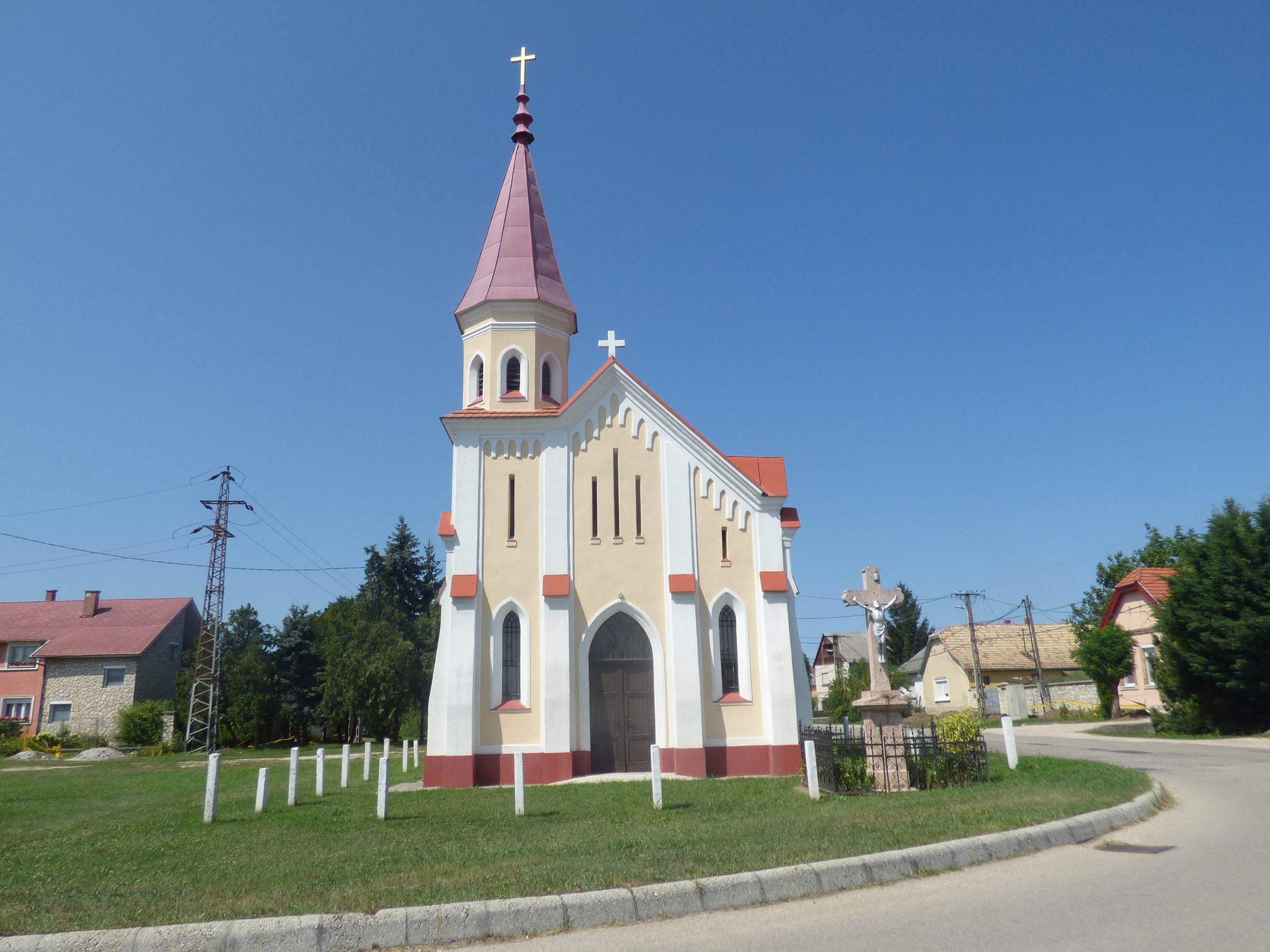
A Szent Rókus-kápolna a városközpont északi részén
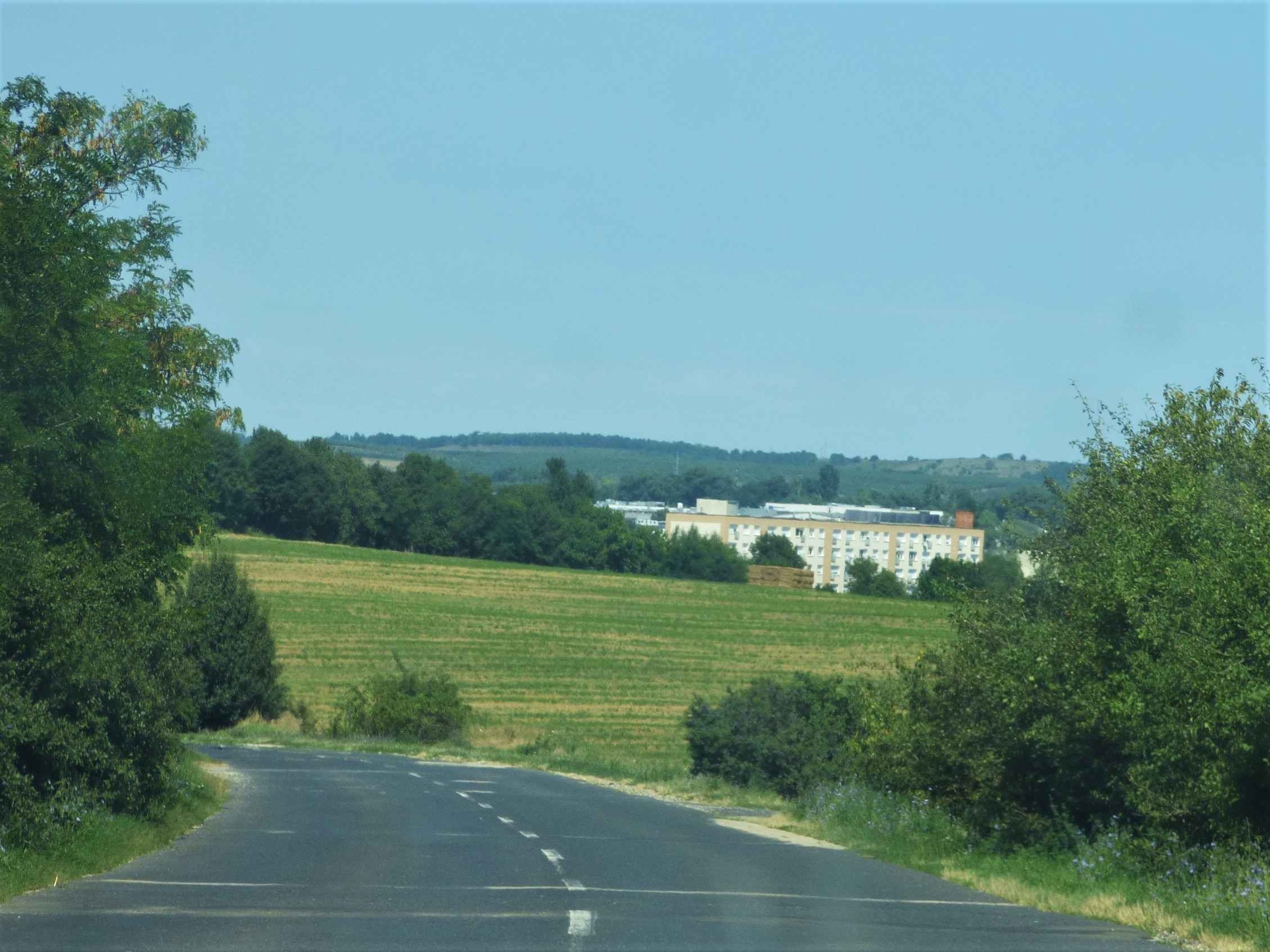
Épületegyüttes Mór-Tőröspusztán, a 8216-os út mellett